# Den gamle Latinskole (Skælskør)
 For alternative betydninger, se Den gamle Latinskole. (Se også artikler, som begynder med Den gamle Latinskole)
Den gamle Latinskole er en tidligere latinskole i Skælskør, som ligger i Gammelgade 4. Den er oprindeligt opført omkring 1525 som kirkelade til Sankt Nicolai Kirke, der ligger ved siden af.

## Historie
Bygningen blev sandsynligvis opført omkring år 1525, hvor den blev bygget som kirkelade. I 1537 bestemte kirkeordinansen, at der skulle være en latinskole i alle landets købstæder, og den blev derfor indrettet som skole, hvor adelens og borgerskabets sønner blev undervist.
Den fungerede som latinskole frem til 1739. En lokal købmand, ved navn Lorentz Pedersen, købte bygningen i 1748, og han testamenterede den til fattigvæsenet som fribolig for ”fattige og skikkelige borgere”. Den blev i den forbindelse ombygget, hvor man indrettede flere mindre rum og snkede loftet. Indgangen blev flyttet til at være ud mod gaden, og der blev opsat en sandstentavle med inskription over døren.
Det var hovedsageligt ældre beboere som havde bopæl i bygningen. I 1900-tallet var der flere familier med børn. Efter anden verdenskrig blev den brugt til husvilde personer.
I 1956 skabte det debat, at man anbragte folk i bygningen, fordi den var så gammeldags. Den blev renoveret i 1990'erne af Slagelse Kommune som ejer den.
Latinskolen bruges i dag som vævestue og til skoleklasser af Skælskør Bymuseum.

## Beskrivelse
Det er en grundmuret bygning i munkesten på 8 x 6 m. Den er bygget sammen med muren, der går omkring kirken. Tager er et sadeltag af teglsten. Begge gavle har kamtakker.
Over hoveddøren ud mod vejen er en sandstenstavle med følgende inskription:
Jeg tvende Borgere til Lye og Læe er skienket
af den hvis Borgerskab er udi Himmelen
af Lorentz Petersen som haver sligt betenkket
og vilde hielpe paa den Arme Christi ven
Toe ovne udaf Jern, toe Borde, tvende Senge
Foruden Klæder, med toe Benche gaf hand mig
til Boeskab, ja han gaf mig udi rede penge
Een Skat paa 100de Rigsdaler, som er Frie
Den samme Capital skal sættes ud paa Rendte
og samme Rendte skal jeg perareres for
Men skulle samme sum en støre Rendte hendte
og Brede sig, naar den faar staaet nogle Aar
Saa skal dee øfrige henvendes paa de Arme
som findes udi meg til anden nød og tvang
Saa kand mand bruge det til Ildebrand og varme
Som nok behøves kand, Thi vinteren er lang
Dens Sums direction med sin tilfuldne Rendte
skal paa Stift-Amt-Manden og Sispen komme an
Tilsynet i den Sag vil jeg af dennem vente
som nest beslegted er med denne Salig mand
Guds Forsyn spare mig Fra Ild og anden vaade
saa kand Beboerne sig glæde ved min Baade
Efter Kongelig allernaadigste Bevilgnings Bref
dateret Jægersborg den 11de October Ao 1748
er dette funderet d. 30. November 1748.